# Brachycéphalie
La brachycéphalie (littéralement « qui a le crâne court » du grec ancien brakhus, court et kephalê, tête) est un aspect morphologique des crânes plus larges que profonds.
Ces termes sont utilisés ou ont été utilisés avec des acceptions légèrement différentes en anthropologie, en génétique, en anatomie et en anatomopathologie.

## Un terme d'abord descriptif détourné à des fins racistes

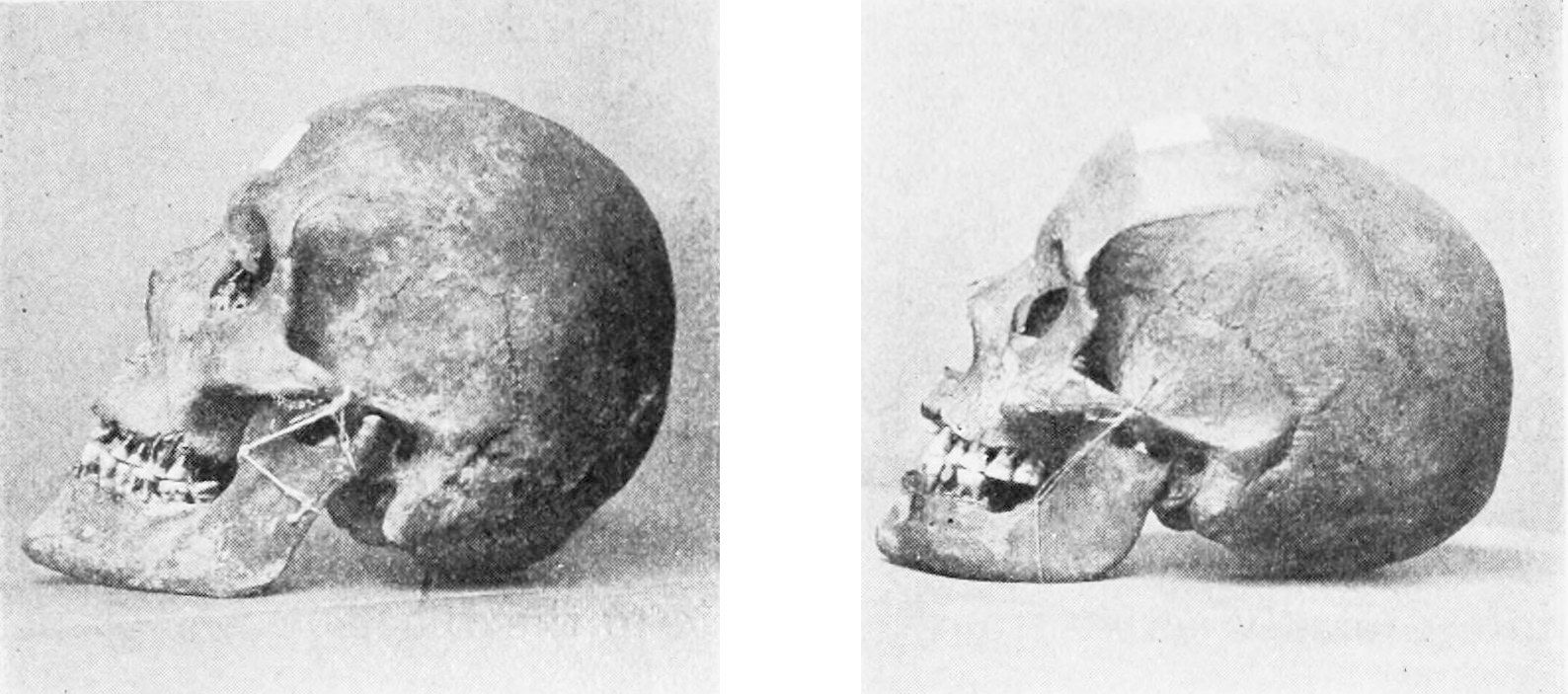
Brachycéphalie (gauche) et dolichocéphalie (droite).

Le terme « brachycéphale » a été proposé par l'anatomiste suédois Anders Retzius pour désigner les personnes dont l'indice céphalique était élevé, par opposition aux dolichocéphales. Après les travaux de Paul Broca, un crâne a été considéré comme brachycéphale si son indice céphalique était supérieur à 80.
Utilisé initialement à des fins descriptives, le terme a ensuite été employé par les théoriciens racistes tels que Georges Vacher de Lapouge qui souhaitaient établir une classification hiérarchique des races humaines.
« Les États brachycéphales, France, Autriche, Turquie, sans parler de la Pologne qui n'est plus, sont loin d'offrir la vitalité des États-Unis ou de l'Angleterre. Cependant la médiocrité même du brachycéphale est une force. Ce neutre échappe à toutes les causes de destruction. Noiraud, courtaud, lourdaud, le brachycéphale règne aujourd'hui de l'Atlantique à la Mer Noire. Comme la mauvaise monnaie chasse l'autre, sa race a supplanté la race meilleure. Il est inerte, il est médiocre, mais se multiplie. Sa patience est au-dessus des épreuves ; il est sujet soumis, soldat passif, fonctionnaire obéissant. Il ne porte pas ombrage, il ne se révolte point. »
— Georges Vacher de Lapouge, L'Aryen, son rôle social, Paris, 1899, p. 481.
.

## Médecine humaine
En médecine, la brachycéphalie est une déformation pathologique du crâne liée à la soudure précoce de la suture coronale. Cette pathologie pourrait se transmettre génétiquement. La déformation crânienne s'accompagne de troubles visuels, d'une exophtalmie, de maux de tête, voire de cécité et de retard mental.
La brachycéphalie se traite par le port d'une orthèse (casque) qui assure un contact sans douleur sur les parties proéminentes du crâne et laisse de l'espace libre pour que les parties plates puissent s'étendre. Le traitement dure en général entre 3 et 4 mois mais cela dépend de l'âge de l'enfant et de l'importance de l'asymétrie.

## Médecine vétérinaire

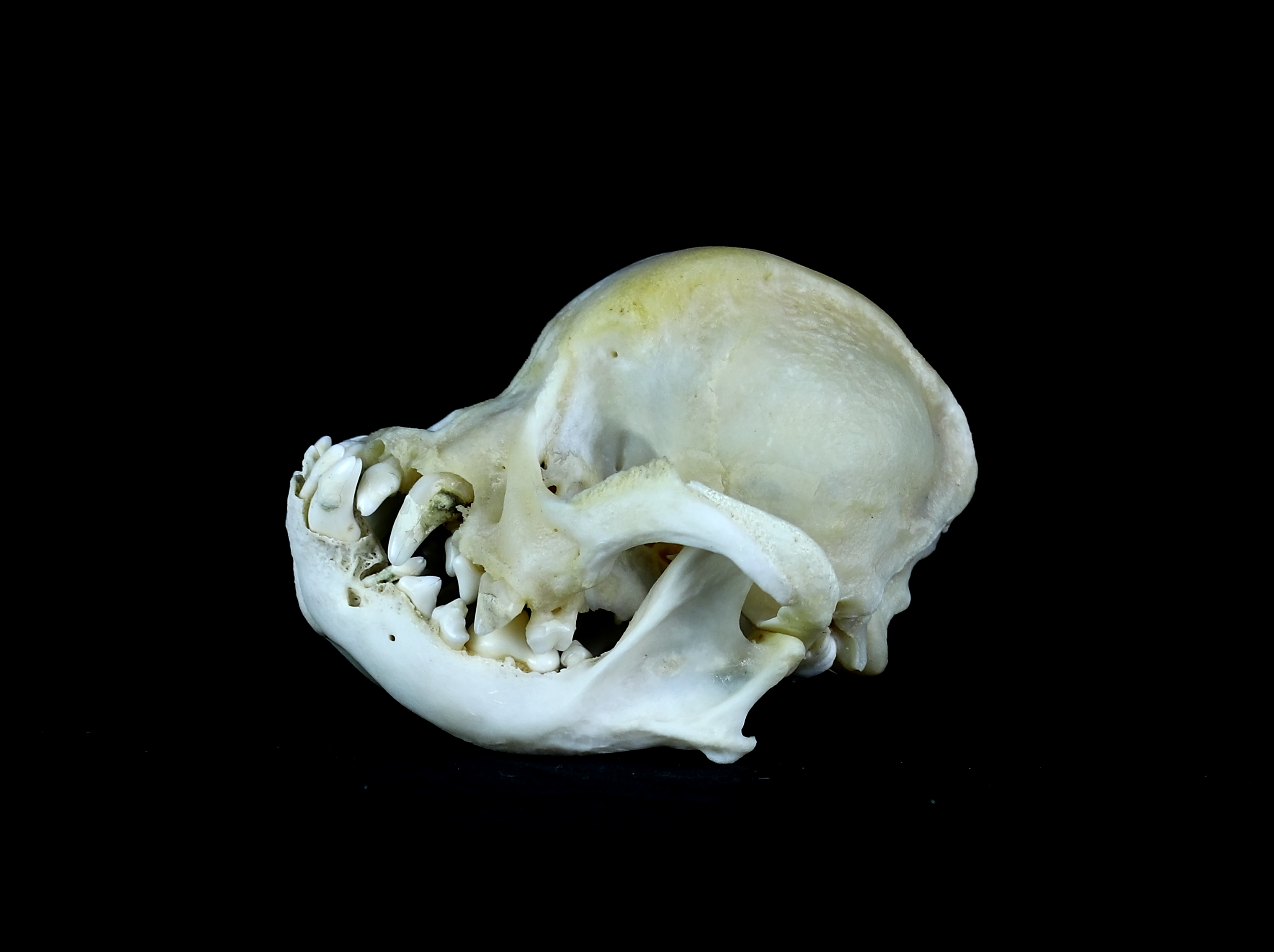
Crâne d'un chien brachycéphale. Le crâne est ici particulièrement arrondi, la machoire prognathe tandis que l'avancée du nez par rapport au crâne est presque inexistante.

D'après un sondage fait auprès de propriétaires de races de chiens devenus brachycéphales par sélection, cette sélection a induit chez ces animaux un bien être dégradé : ils sont moins tolérants à l'exercice physique, qui demande un temps de récupération prolongé, et ils sont plus vulnérables à la chaleur (dès 19 °C dans la moitié des cas) ; ils présentent des troubles du sommeil (56 % des cas).
Le syndrome brachycéphale peut nécessiter une intervention chirurgicale.

## Anatomie
De nombreuses races d'animaux domestiques, et notamment de chiens et de chats, sont brachycéphales. C'est le cas des bouledogues français et anglais, des carlins, des shih-tzu, des pékinois, des cavaliers king Charles, des chats persans et des lapins de race hollandaise ou tête de lion.